# Aizy-Jouy
Aizy-Jouy es una comuna francesa, situada en el departamento de Aisne, de la región de Alta Francia.

## Demografía
| 341 | 301 | 232 | 206 | 230 | 242 | 257 | 301 | 294 |
| Para los censos de 1962 a 1999 la población legal corresponde a la población sin duplicidades (Fuente: INSEE [Consultar]) |     |     |     |     |     |     |     |     |